# Mathias Boe
Mathias Boe est un joueur de badminton danois né le 11 juillet 1980 à Frederikssund.
En 2012, en double hommes, il remporte avec Carsten Mogensen une médaille d'argent aux Jeux olympiques à Londres et le titre aux championnats d'Europe. Il avait obtenu la 2e place en 2006. 
Enfin, il est vice-champion du monde en double hommes en 2013.

## Médailles en compétitions par équipe
| Rang               | Année | Compétition                    | Dernier adversaire |
| ------------------ | ----- | ------------------------------ | ------------------ |
| Médaille d'or      | 2015  | Championnats d'Europe (mixte)  | Angleterre         |
| Médaille d'or      | 2014  | Championnats d'Europe (hommes) | Angleterre         |
| Médaille de bronze | 2013  | Sudirman Cup                   | Chine              |
| Médaille d'argent  | 2013  | Championnats d'Europe (mixte)  | Allemagne          |
| Médaille de bronze | 2012  | Thomas Cup                     | Corée du Sud       |
| Médaille d'or      | 2012  | Championnats d'Europe (hommes) | Allemagne          |
| Médaille d'argent  | 2011  | Sudirman Cup                   | Chine              |
| Médaille d'or      | 2011  | Championnats d'Europe (mixte)  | Allemagne          |
| Médaille d'or      | 2010  | Championnats d'Europe (hommes) | Pologne            |
| Médaille d'or      | 2009  | Championnats d'Europe (mixte)  | Angleterre         |
| Médaille d'or      | 2008  | Championnats d'Europe (mixte)  | Angleterre         |
| Médaille d'or      | 2008  | Championnats d'Europe (hommes) | Angleterre         |
| Médaille d'argent  | 2006  | Thomas Cup                     | Chine              |

## Résultats individuels

### Médailles en compétitions internationales
| Rang               | Année | Compétition           | Partenaire       | Derniers adversaires                   |
| ------------------ | ----- | --------------------- | ---------------- | -------------------------------------- |
| Médaille de bronze | 2014  | Championnats du monde | Carsten Mogensen | Lee Yong-dae / Yoo Yeon-seong          |
| Médaille d'argent  | 2014  | Championnats d'Europe | Carsten Mogensen | Vladimir Ivanov / Ivan Sozonov         |
| Médaille d'argent  | 2013  | Championnats du monde | Carsten Mogensen | Mohammad Ahsan / Hendra Setiawan       |
| Médaille d'argent  | 2012  | Jeux Olympiques       | Carsten Mogensen | Fu Haifeng / Cai Yun                   |
| Médaille d'or      | 2012  | Championnats d'Europe | Carsten Mogensen | Michael Fuchs / Oliver Roth            |
| Médaille d'argent  | 2010  | Championnats d'Europe | Carsten Mogensen | Lars Paaske / Jonas Rasmussen          |
| Médaille d'argent  | 2006  | Championnats d'Europe | Carsten Mogensen | Jens Eriksen / Martin Lundgaard Hansen |

### Titres en tournois internationaux
| Année | Tournoi                    | Partenaire       | Adversaire en finale                    |
| ----- | -------------------------- | ---------------- | --------------------------------------- |
| 2015  | Open d'Angleterre          | Carsten Mogensen | Fu Haifeng / Zhang Nan                  |
| 2015  | Open GPG d'Inde            | Carsten Mogensen | Vladimir Ivanov / Ivan Sozonov          |
| 2014  | Open de France             | Carsten Mogensen | Hiroyuki Endo / Kenichi Hayakawa        |
| 2014  | Open d'Inde                | Carsten Mogensen | Liu Xiaolong / Qiu Zihan                |
| 2014  | Open de Corée du Sud       | Carsten Mogensen | Fu Haifeng / Hong Wei                   |
| 2013  | Grand Prix Gold de Londres | Carsten Mogensen | Berry Angriawan / Ricky Karanda Suwardi |
| 2012  | Masters Finals             | Carsten Mogensen | Hiroyuki Endo / Kenichi Hayakawa        |
| 2012  | Open de Chine              | Carsten Mogensen | Ko Sung-hyun / Lee Yong-dae             |
| 2011  | Masters Finals             | Carsten Mogensen | Chai Biao / Guo Zhendong                |
| 2011  | Open de Chine              | Carsten Mogensen | Ko Sung-hyun / Yoo Yeon-seong           |
| 2011  | Open d'Angleterre          | Carsten Mogensen | Koo Kien Keat / Tan Boon Heong          |
| 2010  | Masters Finals             | Carsten Mogensen | Jung Jae-sung / Lee Yong-dae            |
| 2010  | Open de France             | Carsten Mogensen | Ingo Kindervater / Johannes Schöttler   |
| 2010  | Open du Danemark           | Carsten Mogensen | Markis Kido / Hendra Setiawan           |
| 2010  | Bitburger Open             | Carsten Mogensen | Ingo Kindervater / Johannes Schöttler   |
| 2009  | Open du Corée du Sud       | Carsten Mogensen | Jung Jae-sung / Lee Yong-dae            |
| 2008  | Open de Bulgarie           | Carsten Mogensen | Fran Kurniawan / Wijaya Rendra          |
| 2008  | Bitburger Open             | Carsten Mogensen | Kristof Hopp / Johannes Schöttler       |
| 2008  | Open de Taïwan             | Carsten Mogensen | Candra Wijaya / Tony Gunawan            |
| 2007  | Bitburger Open             | Carsten Mogensen | Robert Blair / David Lindley            |

 BWF Super Series Masters Finals
 tournois Super Series
 tournois Grand Prix Gold et Grand Prix